# Lee Ah-reum
Lee Ah-reum (이아름?; 22 aprile 1992) è una taekwondoka sudcoreana.

## Palmarès
- Mondiali

Muju 2017: oro nei 57 kg.
Manchester 2019: argento nei 57 kg.
- Giochi asiatici

Incheon 2014: oro nei 57 kg.
Giacarta 2018: argento nei 57 kg.
- Campionati asiatici

Tashkent 2014: oro nei 57 kg.
Manila 2016: argento nei 57 kg.
Ho Chi Minh 2018: bronzo nei 57 kg.
- Universiadi

Taipei 2017: argento nei 57 kg e bronzo nel kyorugi a squadre.